# 優質經濟艙
優質經濟艙（英語：Premium Economy Class）是民航服務中，介於經濟艙與商務艙間的艙等。1992年2月12日，長榮航空在其首條跨太平洋航線（台北-洛杉磯）的首航上推出了經濟豪華艙（後稱長榮客艙、再改稱菁英艙，2018年1月1日起更名現稱豪華經濟艙），成為台灣也是世界第一家使用優質經濟艙的航空公司。
價錢約為經濟艙一倍多至近兩倍，但座椅舒適度（尤其是椅距）都較經濟艙稍高，個人活動空間大約增加到140%左右。起初張榮發推出的目的是因為相比於商務艙，經濟艙空位總是有兩成左右會銷售不完，所以主要是想利用這些多餘空間，改為設置加大機位，吸引一些想享受比經濟艙好的服務，但又不想負擔高級的商務艙明顯更加高昂價格（一般約為經濟艙3~4倍價）的輕微升等旅客。通常出現在中、長程航線的廣體客機上，起初這種全新艙等並沒有引起大的轟動，並且不被同業看好，但卻因為包含較划算的升等方案，以出遊或出差為目的、同鄰座質素更高等動機，意外地十分受到歡迎，中間等級客人回購率黏性高，飛機改裝簡單利潤也很不錯，後來世界各家航司就紛紛效仿，疫情後預計將有突破50家左右提供此類產品。

## 航空公司
提供優質經濟艙的航空公司有:

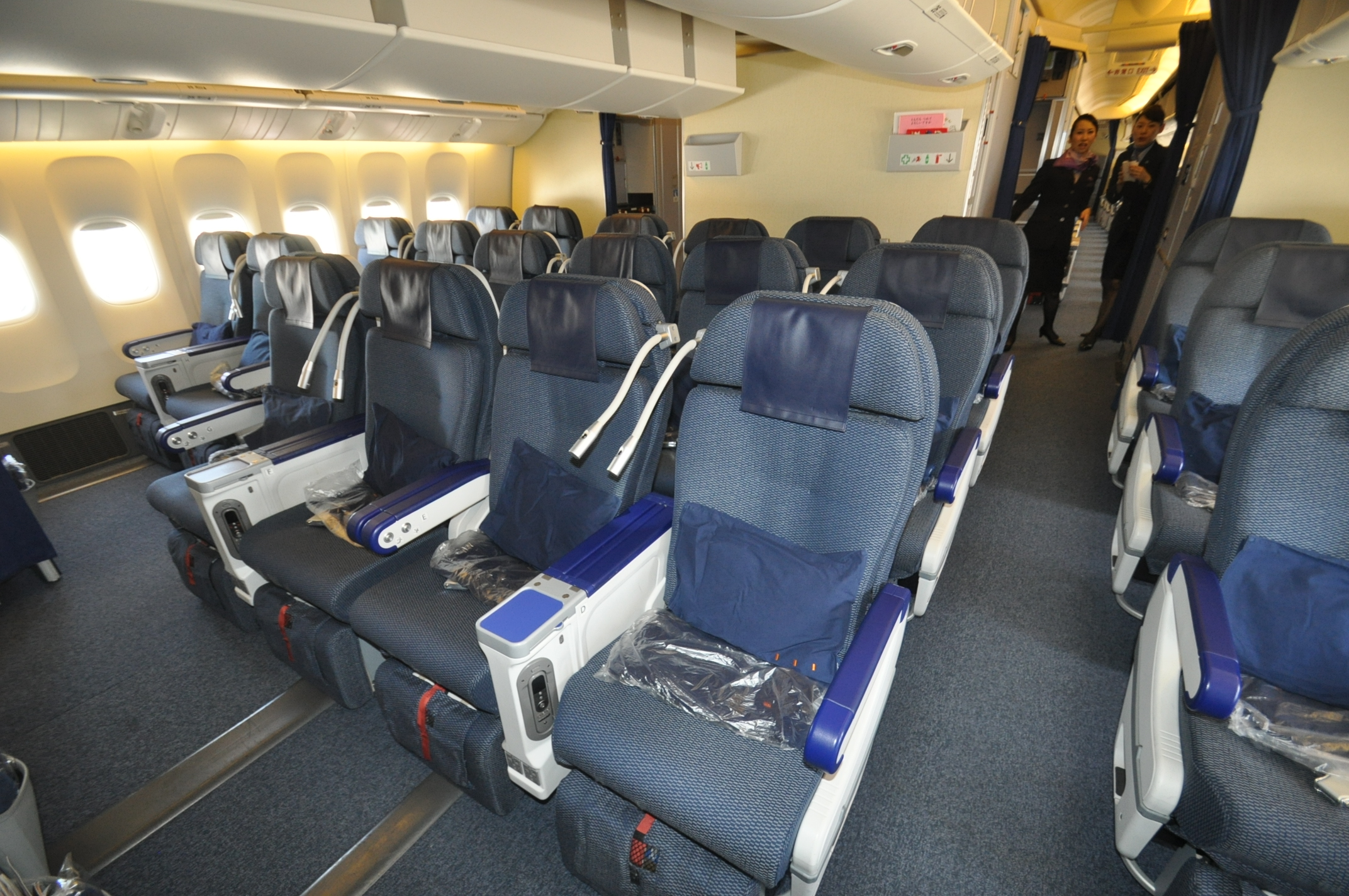
全日本空輸波音777-300ER特等經濟艙（正面）

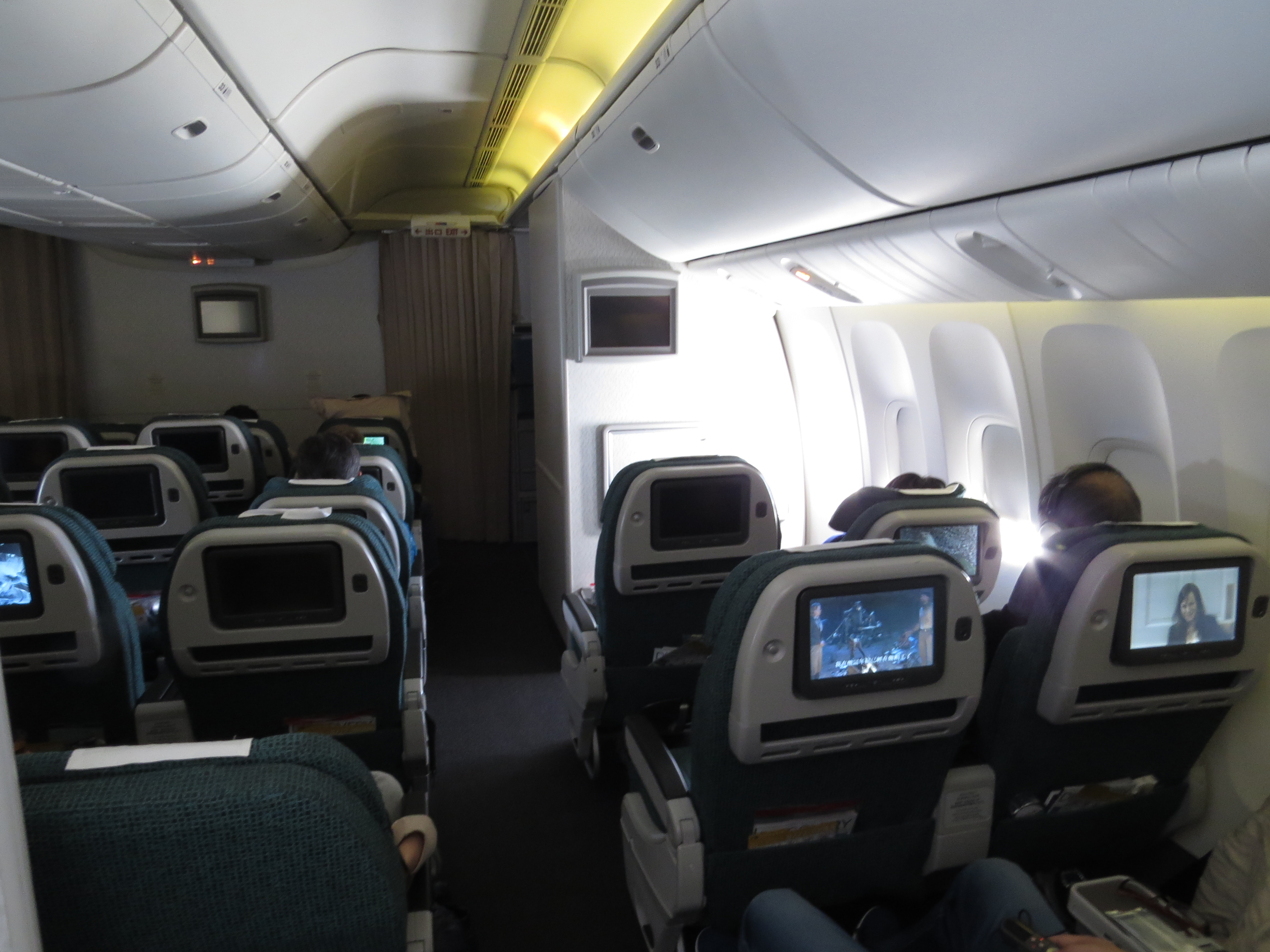
國泰航空一架波音777-300ER的特選經濟艙（背面）

- 長榮航空『豪華經濟艙之父』：豪華經濟艙（2018年1月1日前稱為菁英艙；用於777-300ER、787-9、A350-1000、已改艙之B747-400）、長榮客艙（用於已退役之MD-11，B747-400 Combi），為豪華經濟艙啟用客戶。該艙等僅限歐洲（倫敦、巴黎、阿姆斯特丹）、北美以及東南亞（新加坡）航線提供，執飛東北亞、東南亞（其餘航點）、香港及兩岸航線豪華經濟艙座椅以經濟艙票價等級售賣。
- 南方航空 (留尼旺)：Classe Confort
- 加拿大航空：豪華經濟艙
- 國泰航空：特選經濟客艙（只限波音777-300ER、部分空中巴士A330-300、空中巴士A350-900及空中巴士A350-1000）
- 星宇航空：豪華經濟艙，裝設於新引進的A350-900客機上，無論是短程還是北美航線皆有提供此艙等服務。
- 中華航空：豪華經濟艙，裝設於新引進的777-300ER、A350-900以及787-9客機上，自2017年以來因取消頭等艙而將747-400客機的商務艙座椅以豪華經濟艙票價等級售賣，頭等艙則以商務艙票價等級售賣直到該機型退役為止；也曾在向維珍航空租來的三架A330-300客機上提供豪華經濟艙座椅及服務，當時名為「超值經濟艙」，附帶一提的是，執飛東北亞、東南亞（新加坡則以豪華經濟艙票價等級售賣）、香港及兩岸航線豪華經濟艙座椅以經濟艙票價等級售賣。
- 中國國際航空：超級經濟艙（只限波音747-8、787-9、空中巴士A330-300及A350-900）
- 中國東方航空：超級經濟艙（除777-300ER外之大部分越洋長程航線客機）
- 中国南方航空：明珠经济舱（除777-300ER、A350-900外均為經濟艙加長空間座位）
- 海南航空：超級經濟艙（只限部分波音737-800及787-9）
- 深圳航空：舒适经济舱
- 法國航空：Premium Voyageur

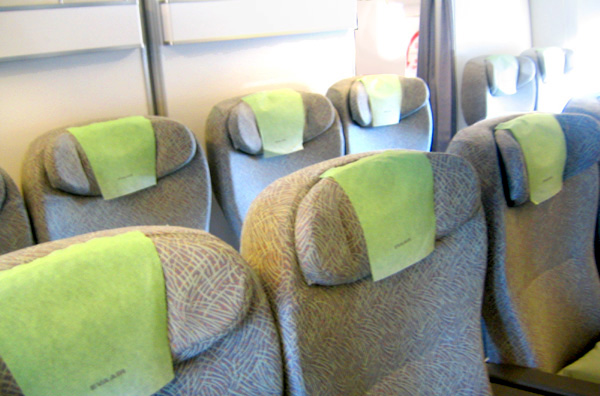
長榮航空

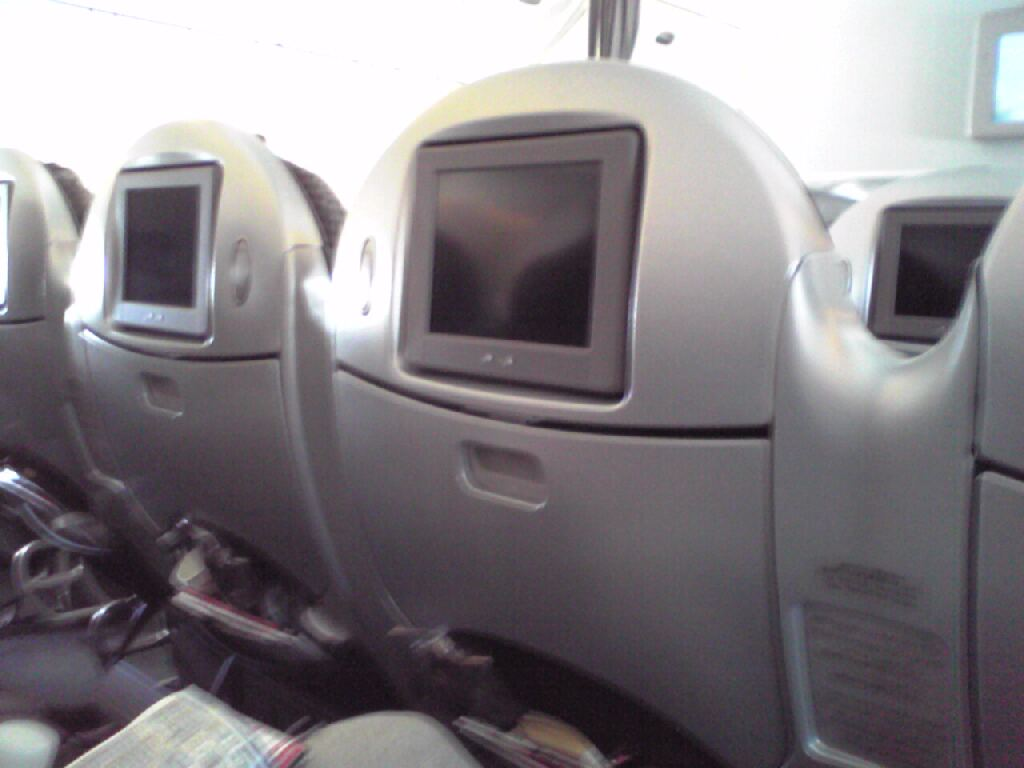
日本航空

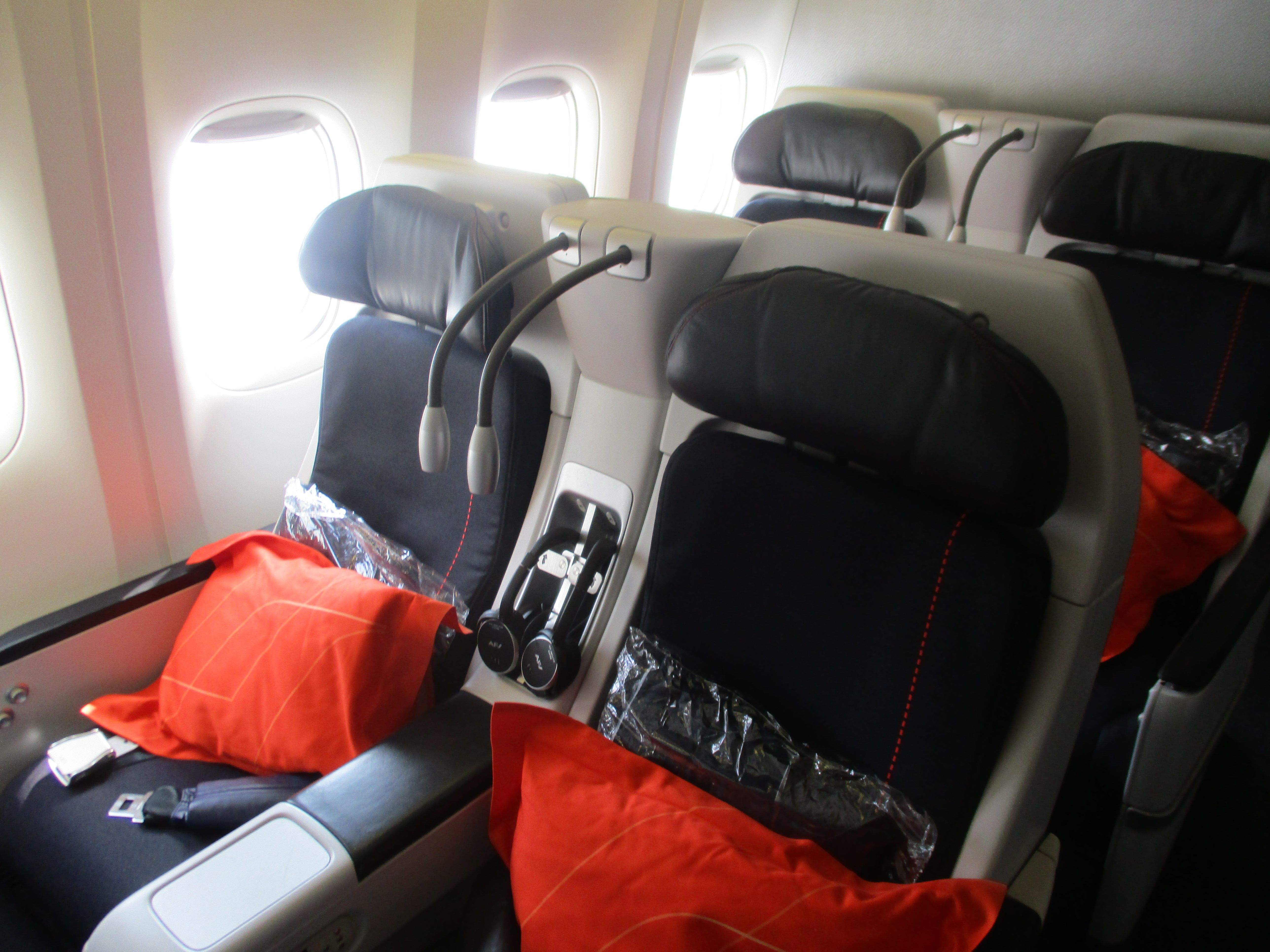
法國航空

- 紐西蘭航空：Pacific Premium Economy
- 全日空：Premium Economy（國際線，777-300ER、787-8、787-9、787-10、A380「FLYING HONU」海龜機）
- 英國航空：World Traveller Plus
- 邊疆航空：Stretch
- 冰島航空：Economy comfort
- 日本航空：Premium Economy（國際線，777-200ER、777-300ER、787-8[9]、787-9、A350-1000）、Class J（國內線，737-800、767-300ER、777-200ER、787-8、A350-900、E190）
- 荷蘭皇家航空：Economy Select（用於B747-406/Combi、MD-11、B777-206ER/306ER、A330-200/300、B737-7K2/8K2/9K2等機種）
- 巴基斯坦國際航空：Economy Plus+
- 澳洲航空：Premium Economy（A330-300、787-9、A350-1000ULR、A380）
- 北歐航空：SAS Plus
- 精神航空：Big Front Seat
- 泰國國際航空：Premium Economy（豪華經濟艙，僅在空中巴士A340-500提供）
- 土耳其航空：Comfort Class
- 俄羅斯洲際航空（已結業）：Premium Economy
- 聯合航空：Economy Plus（經濟艙加長空間座位）、Premium Plus（正式版豪華經濟艙，於2018年末正式投入服務）
- 越南航空：Deluxe Economy
- 維珍美國航空：Main Cabin Select
- 維珍航空：特级经济舱
- 維珍澳洲航空: Premium Economy
- 新加坡航空：優選經濟艙（A350-900長程線三艙等、A350-900ULR、A380、777-300ER）

當中，部分航空公司會對優質經濟艙有另外稱呼，而不會出現「優質經濟艙」或「Premium Economy」的字眼。

## 設施

### 客艙設計
優質經濟艙與經濟艙主要是在椅距上，特別是在經濟艙座位逐年縮小的情況下更加明顯，而至今，大部分航空公司會為優質經濟艙設計專用座椅，如中華航空豪華經濟艙、長榮航空「長榮客艙／菁英艙」的座椅跟經濟艙不同，除了較大椅距、較多後躺角度及較寬的空間外，後來的菁英艙附加了腿部伸展墊；而部分航空公司則只會利用既有經濟艙設計座位，加上較大座距，較多後躺角度，以提供優質經濟艙服務，例子如荷蘭航空的「Economy Comfort」。優質經濟艙通常會與其他艙等分開，離開飛機時並設置於經濟艙及商務艙之間第二順位。

### 座位配置
- 767採用一排6座位配置（2-2-2）。
- A330、A330neo、A340、A380的甲板上層以及787採用一排7座位配置（2-3-2）。
- 747-400、747-8I、777、777X以及A380的主層採用一排8座位配置（2-4-2）。
- A350 XWB採用兩種不同配置，分為空巴標準型（2-4-2）以及華航、漢莎集團寬敞型（2-3-2）。
  - 第一種為空巴標準型「Airbus Standard Configuration」：一排8座位配置（2-4-2），各國主要航空公司旗下A350皆採用此配置，座椅寬度為19.5吋。
    - 使用航空業者：國泰航空、英國航空、新加坡航空（除9V-SHx以外）、法國航空、荷蘭皇家航空（未來引進）、俄羅斯航空、達美航空、中國國際航空、中國東方航空、中國南方航空、越南航空、菲律賓航空、西班牙國家航空、北歐航空、維珍航空、日本航空、芬蘭航空、漢莎航空[註 2]、澳洲航空、星宇航空、長榮航空（未來引進）、中華航空（B-18919）等

  - 第二種為華航、漢莎集團寬敞型「Dynasty & Lufthansa Group's Spacious comfort Configuration」：一排7座位配置（2-3-2），為A350 XWB當中極為稀少的航空公司採用豪華經濟艙配置，座椅寬度由原先19.5吋加寬至20吋。
    - 使用航空業者：漢莎航空[註 3]、中華航空（自有機）[註 4]、瑞士國際航空[註 5]、阿聯酋航空

### 總體服務
除座椅更大外，優質經濟艙的服務大致與經濟艙相同，不過大多會免費提供個人用品包，而服務則大致如下（部分航空公司可能會有所增減）：
- 提早上下飛機
- 免費酒精飲料
- 比經濟艙更高一級的飛機餐（部分航空公司開放線上預選餐點）
- 小桌板加大
- 軟性飲料和小食
- 個人機上娛樂系統
- 耳機、耳塞
- 個人用電話
- Wi-fi通訊服務
- 筆記型電腦或手機的專用電源插頭
- 個人用品包（牙刷、牙膏和梳子）
- 枕頭、毛毯、眼罩
- 小孩玩具
- 撲克牌
- 單人座專屬獨立行李櫃（新加坡航空超長程航班限定，僅限7架A350-900ULR之末3排左右兩側走道座位之靠窗位置）
- 額外行李重量與優先級

優質經濟艙乘客不一定都能使用商務候機室，有些允許比如說僅搭乘日本航空、全日空之旅客就可使用航空公司的機場貴賓室，其餘航空公司優質經濟艙乘客，有些是需配合商務艙、頭等艙乘坐積分或搭配航空公司高等會員卡之後才能提供使用。

### 餐點
優質經濟艙的航機餐點、飲食種類大多會比經濟艙多，餐點素質通常也會較高，但仍會依據航程的長短、航機飛行時正值之進餐時段，大致上分為早餐、午餐、晚餐、輕膳及小食等種類派餐，但與頭等及商務艙能夠自選用餐時段有所不同。主菜會有兩至三個選擇，形式上多以預製的食品包為主，伴有餐飲、少量前菜和甜品。
部分航空業者也為優質經濟艙，提供類似於商務艙和頭等艙的自選餐點服務，旅客可在網路報到時自選餐點。

## 註解
1. ↑  因航空公司而异，也称为豪華經濟艙、高端經濟艙、超级经济舱、尊尚经济舱等等
2. ↑  4架購自原菲律賓航空之A350-900機隊採用此編排
3. ↑  其餘購自空中巴士之A350-900新機採用此編排（包括漢莎航空全新客艙產品「Allegris」四艙等在內）
4. ↑  其餘購自空中巴士之14架A350-900自有機採用此編排，由於華航A350 XWB豪華經濟艙座椅規格座位間設計閱讀燈以及固定式椅背設計，座椅寬度為20吋（比空巴標準型2-4-2配置多出0.5吋），若於A350 XWB編列一排8座位配置已經超過客艙寬度總限界，無法編排2-4-2配置，因此華航成為全球首例於A350 XWB豪華經濟艙設計一排7座位配置（2-3-2配置）
5. ↑  瑞士國際航空全新客艙產品「SWISS Senses」